# Szilézia
Szilézia (lengyelül: Śląsk, németül: Schlesien, csehül: Slezsko, sziléziai nyelven: Ślůnsk) közép-európai történelmi régió. A legnagyobb városai: Wrocław és Katowice.

Szilézia címere 1645.

## Fekvése
A legnagyobb része ma Lengyelország határain belül fekszik, kis része Csehországban és Németországban van. Szilézia az Odera felső és középső folyása mentén fekszik a Szudéták hegyvidékén. Sziléziát hagyományosan a Kwisa és Bobr folyó határolja, a Kwisától nyugatra elterülő vidék Felső-Łużyce, (korábban Milsko). Mivel azonban ez a terület korábban a porosz Alsó-Szilézia tartomány része volt, Németországban Niederschlesischer Oberlausitzkreist és Hoyerswerdát Szilézia részének tekintik.

## Nevének eredete
Nevét a nyugati szláv ślężan törzsről kapták, akik a Ślęża hegy (mely legfőbb szent helyük is volt) körül, a Wrocławnál az Oderába torkolló Ślęza folyó mentén telepedtek le. Más hipotézis szerint a név eredete a silingek germán törzsétől ered, akik szintén itt éltek az ókorban.

## Rövid története
A középkorban Szilézia Piast-fejedelemség volt, mely később a cseh korona birtoka (Země Koruny české) lett a Szent Római Birodalom részeként, majd a koronával együtt 1526-ban a Habsburgok fennhatósága alá került. 
1597-ben Báthory Zsigmond fejedelem, átadta Erdélyt a császárnak, és kárpótlásul Oppeln és Ratibor sziléziai hercegségeket kapta. Báthory azonban elhatározását megbánta, és hazaszökött, hogy puccsal ismét átvegye a fejedelemség vezetését.
1742-ben Szilézia legnagyobb részét Nagy Frigyes porosz király foglalta el az osztrák örökösödési háborúban. Sziléziának ez a része Felső-Szilézia és Alsó-Szilézia Poroszország tartománya lett 1945-ig, amikor a német Szilézia legnagyobb része Lengyelországhoz került. Sziléziának az a része, mely Ausztriánál maradt, ma Csehország határain belül helyezkedik el.

## Mai közigazgatási felosztása
Szilézia legnagyobb része ma a lengyel határokon belül található, ez a következő vajdaságokra oszlik:
- Nagy-lengyelországi vajdaság
- Kis-lengyelországi vajdaság
- Alsó-sziléziai vajdaság
- Lubusi vajdaság
- Opolei vajdaság
- Sziléziai vajdaság

Az opolei és sziléziai vajdaságot Felső-Sziléziának hívják. A Csehországhoz került kis rész Cseh-Szilézia néven ismert régió Morvaország északi részével együtt a morva-sziléziai régiót alkotja, míg a Morvaország másik része az olomouci régió.

## Története

### Az első emberek
Sziléziát a kőkorban, bronzkorban és a vaskorban különböző népek lakták, akik mind hozzájárultak a technológia fejlesztéséhez.
Az első írott forrás Sziléziáról az egyiptomi Ptolemaiosz Magna Germaniaja és a római Gaius Cornelius Tacitus Germaniája. Tacitus szerint Sziléziát az 1. században soknemzetiségű népesség ligája lakta, akik közül vezető szerepe volt a Lugii népnek. A silingok szintén részt vettek a föderációban, valamint valószínűleg a vandál nép is, mely a Balti-tengertől délre az Elba, Odera és Visztula területén élt. Ezeken kívül más kelet-német népek is laktak az alig lakott vidéken.

### Korai középkor
Kr. u. 500 után a népvándorlás idején az eredetileg keletnémet törzsek elhagyták Sziléziát és Dél-Európába vonultak, ezalatt a keleti szláv törzsek megszállták Sziléziát.
A korabeli okiratok megemlékeznek egy sor főleg szláv törzsről, melyek valószínűleg Sziléziában éltek. A bajor geográfus (kb. 845-ben) a következő népeket nevezi meg: Slenzanie, Dzhadoshanie, Opolanie, Lupiglaa, és Golenshitse. Egy prágai püspökségi okirat 1086-ból szintén említi a Zlasane, Trebovyane, Poborane, és Dedositze népeket.
A 9. és 10. században a később Sziléziának nevezett terület Nagymorávia része volt és lehet, hogy a birodalom bukása után egy darabig Morvaországhoz, majd Csehországhoz tartozott.

### Lengyelország része
990 körül Sziléziát I. Mieszko bekebelezte Lengyelországba, bár néhány történész ezt a dátumot 999-re helyezi, I. Boleszláv uralkodása idejére.
Amikor Lengyelország a feudális széttagoltság (1138-1320) idején a Piast dinasztia különböző ágai által uralt fejedelemségekre bomlott, Sziléziában a korábbi királyi család uralkodott tovább.
1146-ban II. (Elűzött) Ulászló elismerte a Szent Római Birodalom hűbéresének Lengyelországot, de száműzésbe kényszerítették. 1163-ban két fia császári jóváhagyással megszerezte az uralmat Szilézia felett kétfelé osztva a területet Alsó és Felső-Sziléziára. Így két fő Piast-ág indult Sziléziában, a Wrocławska Wrocławban és az Opolsko-Raciborska Opoléban és Racibórzban. A további széttagolódás folytatódott utódaik alatt, amíg Szilézia az 1390-es években 16 apró fejedelemségre osztódott.
1241-ben, miután a mongolok lerohanták Kis-Lengyelországot, elözönlötték Sziléziát is, általános pánikot és menekülést okozva. A vidék nagy részét kifosztották, de felhagytak Wrocław várának ostromával. Ezután megsemmisítették az egyesített lengyel és német sereget a legnicai csatában. Amikor Ögödej mongol nagykán meghalt, a mongolok nem folytatták a támadást Európában, hanem hazatértek, hogy részt vegyenek az új nagykán választásán.
A sziléziai urak elhatározták, hogy a legkorszerűbb elvek szerint építik újjá városaikat. 160 nagyobb várost és 1500 kisebb várost alapítottak vagy újjáépítettek és bevezették a német városjogokat (a magdeburgi privilégiumokat és a Środa Śląska-i privilégiumokat) a régi szláv és lengyel jogok helyébe.
A megfogyatkozott lakosság helyébe új telepeseket hívtak főleg a Szent Római Birodalom területéről, de a Németalföldről is. A 13. század végén és a 14. század elején a sziléziai fejedelmek igen sok német telepest hívtak be. A németek, a zsidók és a csehek egy része is főleg a városokban telepedett le. Vidéken és különösen Felső-Sziléziában a lengyel származású lakosság volt többségben.
A német telepesek behívásának politikája abból a célból, hogy benépesítsék és megműveljék a parlagon maradt földeket, valamint az uralkodó osztály és a német és szláv lakosság asszimilációja adta az okot a német és lengyel nacionalistáknak az ideológiai küzdelmekhez a 19. század végén és a 20. század első felében.
A 13. század második felében különböző lovagrendek telepedtek le Sziléziában – a Vörös Csillag lovagjai voltak az elsők, nem sokkal később az Máltai lovagrend és a Német Lovagrend követte őket.
Több Piast fejedelem próbálta újraegyesíteni Sziléziát Lengyelországgal, illetve magának Lengyelországnak az egységét visszaállítani a területi széttagoltság korában. Az első jelentősebb lépéseket IV. Henrik sziléziai fejedelem tette meg, de 1290-ben meghalt, mielőtt elérte volna célját. A következő II. Przemysł, Nagy-Lengyelország fejedelme volt, aki az eredeti országrészekből kettőt egyesített és 1295-ben megkoronázták. 1296-ban azonban meggyilkolták. Kívánsága szerint Nagy-Lengyelország trónját Głogówi Henrik, a sziléziai Głogów fejedelemségének uralkodója örökölte, aki szintén törekedett Lengyelország egyesítésére, sőt felvette a Lengyelország fejedelme címet is. Nagy-Lengyelország nemességének többsége azonban Lokietek Ulászló kujáviai fejedelmet, a kujáviai Piast-dinasztia tagját támogatta. Lokietek kerekedett felül nagyobb támogatottsága következtében.

### A Cseh Királyság része
Ezalatt II. Vencel cseh király elhatározta, hogy kiterjeszti birodalmát és lengyel királlyá koronázta magát 1302-ben. A következő fél évszázad összecsapások sorozatát hozta Lokietek (majd halála után fia, Nagy Kázmér és a csehek, brandenburgiak és a Német Lovagrend koalíciója között, akik igyekeztek Lengyelországot felosztani. Ebben a korban a sziléziai hercegek, Lengyelországhoz kötődésük ellenére túlságosan kis birodalmakkal rendelkeztek, ami azt eredményezte, hogy képtelenek voltak arra, hogy egyesítsék országukat Lengyelországgal, és cseh befolyás vagy uralom alá kerültek.
1335-ben VI. Henrik, Wrocław hercege és a felső-sziléziai hercegek elismerték Luxemburgi János cseh királyt hűbérurukként. Végül 1348-ban Kázmér lengyel királyt kényszerítették, hogy elismerje Csehország felsőbbségét Szilézia nagy része felett. Az utolsó független sziléziai Piast hercegség 1368-ban szűnt meg. A sziléziai Piast ág csak 1675-ben halt ki, azonban fokozatosan haltak ki a Piastok a 14. és 16. század között: 1335-ben a wrocławi ág, 1368-ban a świdnicai ág, 1476-ban az oleśnicai ág, 1476-ban a głogówi ág, 1504-ben a żagańi ág, 1532-ben az opolei ág, 1625-ben a cieszyni ág és 1675-ben a brzegi és legnicai ág. Bár a cieszyni hercegség utolsó férfi tagja, Fryderyk Wilhelm 1625-ben meghalt, húga, Elżbieta Lukrecja örökölte a hatalmat 1653-ban bekövetkezett haláláig.
Ettől az időtől kezdve Szilézia a Szent Római Birodalom része lett, mivel Csehország maga is része volt. Szilézia a cseh korona földjei (Země Koruny české) közé tartozott 1740-ig, cseh, német és lengyel királyok uralma alatt. IV. Károly császár uralkodása alatt Szilézia és különösen Wrocław nagy fontosságra tett szert – sok hatalmas épület és nagy gótikus templom épült – míg a vidék és lakossága a német telepesek, nyelvük és kultúrájuk befolyása alá került végérvényesen.
1425 és 1435 között a huszita háborúk nagy pusztítást okoztak egész Csehországban. A husziták a német lakosság ellen fordultak és néhány vidék, különösen Felső-Szilézia részben szláv nyelvű lett ismét. A reformáció alatt Szilézia többnyire katolikus maradt, kivéve Cieszyn környékét, ahol a lutheránus hitelvek domináltak.
Szilézia továbbra is több szállal kötődött Lengyelországhoz – különösen a városok zsidó kereskedőin keresztül – a reneszánsz korszakban és később is.

### A reformáció
A 16. századbeli reformáció korán elérte Sziléziát, és a legtöbb lakos evangélikus lett. Sok lutheránus lelkész támogatta a szláv kultúra és nyelv fejlesztését és hangsúlyozását Sziléziában.
1526-ban I. Ferdinánd német-római császár a korábban választott cseh királyságot a Habsburg-dinasztia örökös méltóságává tette. 1537-ben II. Fryderyk, brzegi Piast herceg szövetséget kötött II. Joachim brandenburgi választófejedelemmel, melynek értelmében a brandenburgi Hohenzollernek öröklik a hercegség trónját abban az esetben, ha kihal a Piast-dinasztia, de az egyezményt Ferdinánd visszautasította.
A 17. század kezdetétől a vallási összetűzések és háborúk a reformációt támogatók és az ellenreformáció között sok cseh és német valamint szláv sziléziai protestánst kényszerített menekülésre a toleráns lengyel-litván nemzetközösségbe. Sok ezren közülük Nagy-Lengyelországban telepedtek le hatalmas protestáns főurak (például Rafał Leszczyński) védelmében.
A cseh testvérek jelentős csoportja telepedett le LesznóbanLesznó (például Comenius). Protestáns sziléziaiak gyakran kerülték meg a korlátozó törvényeket azzal, hogy templomaikat a határ lengyel oldalán építették fel.

### Harmincéves háború
A második prágai defenesztráció 1618-ban kirobbantotta a harmincéves háborút, melynek oka II. Ferdinánd király abbéli törekvése volt, hogy visszaállítsa a katolicizmust és kiirtsa a protestantizmust.
A cseh protestánsokat német szövetségeseik és magyar nemesek támogatták. Bethlen Gábor serege ostrom alá vette Bécset, és azzal fenyegetett, hogy kiterjeszti erdélyi fejedelemségét (és így az Oszmán Birodalmat) Csehországra és Sziléziára is. A lengyel nemesek (legalábbis szavakban) támogatták a cseheket, mivel a cseh és magyar nemesek küzdelmére úgy tekintettek, mint a szabad nemesség küzdelmére az abszolutista uralkodókkal szemben, és így rezonáltak a lengyel szlachta arany szabadságának elvével.
A nemesek nem akartak harcolni a protestánsokkal, és a szejm (a lengyel parlament) még meg is tiltotta III. Zsigmond lengyel királynak, hogy lengyel segítséget küldjön szövetségesének, a katolikus Habsburgoknak.
A mélyen katolikus Zsigmond szimpatizált a Habsburgokkal, de bár védelmi egyezmény volt közöttük, kénytelen volt megtagadni Mátyás császár kérésének teljesítését, hogy engedje meg lengyel–litván csapatok felbérelését, mivel Lengyelországot kimerítette a háború a svédekkel és az oroszokkal és az Oszmán Birodalommal kapcsolatai romlottak.
Végül III. Zsigmond 1619 végén úgy döntött, hogy a Habsburgokat csak szabad csapatokkal (lisowczykokkal) segíti, melynek viszonzásaképpen azt várta, hogy Szilézia egyes részeit visszakapja. A lisowczykok támogatása döntőnek bizonyult a fehérhegyi csatában, azonban a lengyel Wazák soha nem kaptak cserébe a Habsburgoktól mást, csak egy sor ígéretet és néhány menyasszonyt, hogy segítsék megfelelő beilleszkedésüket a Habsburg dinasztiába.
Ulászló herceg (a későbbi IV. Waza Ulászló lengyel király) 1619-es sziléziai utazása alkalmával a császár megígérte, hogy lengyel csapatok Szilézia egy részét ideiglenesen megszállhatják, ami a Wazák előtt felcsillantotta a reményt, hogy később bekebelezhetik ezeket a területeket Lengyelországba. Néhány sziléziai herceg, különösen a megmaradt Piastok, és Károly, wrocławi püspök Lengyelország védelme alá akart kerülni, abban reménykedve, hogy elkerülik a harmincéves háborút, ami feldúlta a Szent Római Birodalmat. Mivel a Wrocławi egyházmegye a Gnieznói főegyházmegye szuffragáns egyházmegyéje volt, a püspök azzal a kéréssel fordult a gnieznói érsekhez, hogy közvetítsen III. Zsigmonddal a védelem és püspökségi alárendeltség ügyében folytatandó tárgyalásokon.
1619 májusában Ulászló herceget meghívta nagybátyja, Károly, és a herceg megkezdte utazását Sziléziába.
1619-ben a cseh protestánsok fellázadtak II. Ferdinánddal szemben és a cseh koronát felajánlották V. Frigyes pfalzi választófejedelemnek. Szeptember 27-én, miután valószínűleg megtudták a hírt, Ulászló és Károly elhagyta Sziléziát és október 7-én sietve Varsóba érkezett. 1619 decemberében Ulászló fiatal öccsét Károly Ferdinánd Opole hercegét (1613-ban született) választották meg Wrocław segédpüspökének, melyet a lengyel egyház jóváhagyott. A Wrocławi egyházmegye a Gnieznói főegyházmegye fennhatósága alá 1620-ban tért vissza, mivel előtte gyakorlatilag önálló volt, de 1632-ig a de facto hatalmat Varsóban III. Zsigmond király gyakorolta, és nem a püspök vagy az érsek. Károly Ferenc herceget Wrocław püspökévé 1625-ben szentelték.
Ahogy a Habsburgok helyzete megszilárdult, II. Ferdinánd semmiféle hatalommegosztást nem engedélyezett Sziléziában, de nem adott segítséget a török elleni háborúhoz sem.
II. Ferdinánd házassági ajánlata Ulászló és Cecilia Renata főhercegnő (a későbbi III. Ferdinánd császár húga) között 1636 tavaszán érkezett Varsóba. A király megbízott papja, Walerian atya (aki kapucinus barát volt) Regensburgba 1636. október 26-án érkezett meg a gondosan előkészített tárgyalásokra. Megállapodás történt arról, hogy a főhercegnő hozománya 100 000 złoty lesz. Megígérte azt is, hogy Ulászló és Renata leendő fia meg fogja kapni a sziléziai opolei és raciborzi hercegséget. Mielőtt azonban mindenben részletesen megállapodtak és aláírták volna, II. Ferdinánd meghalt és III. Ferdinánd vonakodott átadni Ulászló fiának a sziléziai hercegséget. Ehelyett a csehországi Třeboň birtokát kapta meg. Az esküvőt 1637-ben kötötték meg.
1638-ban Ulászló azt javasolta, hogy III. Zsigmond második feleségének hozományának, melyet még mindig nem fizettek ki, fedezete legyen valamelyik sziléziai hercegség (valószínűleg az opole-raciborzi). 1642-ben azt javasolta, hogy átadja a Habsburgoknak a svéd trónra való jogait, ha Sziléziát ennek fejében zálogba kapja. Ludovico Fantoni, akit 1644 nyarán küldtek Bécsbe, azt javasolta, hogy Ulászló třeboňi birtokának jövedelmei fejében kapja meg az opole-raciborzi és a cieszyni hercegséget.
1645 elején, miután Ulászló belefáradt a sikertelen bécsi alkudozásokba, a császár varsói követével közölte, hogy Lengyelország kész együttműködni Svédországgal. Ez nyílt fenyegetés volt, (amit svéd segítséggel megtehetett a császárral szemben) és alátámasztotta azzal a ténnyel, hogy 1645. március 6-án Lennart Torstenson svéd tábornok Jankovnál megverte a császár bajor és szász seregeit és elindult Bécs felé. Ekkor a császár ismét hajlandó volt a tárgyalásra és Johannes Putz von Adlertumot küldte Varsóba 1645. áprilisban, felhatalmazva arra, hogy adja át Opole-Raciborz hercegségét örökségként Ulászló és Renata fiának, Zsigmond Kázmérnak (Zygmunt Kazimierz).
A tárgyalások azonban mégis Habsburg sikerrel végződtek. A hercegséget ugyanis nem örökségként adták át, hanem 50 évre zálogként, és a tulajdonosnak szövetségkötési kötelezettsége volt a cseh királlyal, (aki tehát nem lehetett a lengyel király), de Ulászló uralkodhatott a hercegségen fia nagykorúságáig. Ezen kívül Ulászló megígérte, hogy 1 100 000 złotyt fizet a császárnak (amiből levonták a ki nem fizetett hozományokat).
A harmincéves háború befejezése után 1648-ban a Habsburgok jelentősen megerősítették a katolicizmust és sikerült rekatolizálni Szilézia lakosságának mintegy 60%-át. 1675-ben az utolsó sziléziai Piast uralkodó is meghalt.

### Porosz királyság
1740-ben, amikor II. Frigyes porosz király annektálta Sziléziát, ezt sok sziléziai üdvözölte nemcsak a protestánsok és nem csak a német származásúak közül. Frigyes követeléseit a briegi egyezményre alapozta és megindította az osztrák örökösödési háborút, mely 1748-ban zárult le. A háború végén a Porosz Királyság csaknem egész Sziléziát meghódította (néhány kisebb, legkeletebbre eső hercegség, mint a cieszyni hercegség és Opava továbbra is osztrák birtok maradt, a hétéves háború (1756–1763) ezeket az eredményeket csak megerősítette, Szilézia az egyik legkirályhűbb porosz tartomány lett.
1815-ben, a napóleoni háborúk után a Görlitz körüli területet, mely korábban Szászországhoz tartozott, Sziléziához csatolták. Ettől az időtől kezdve a német lett az uralkodó nyelv Alsó-Sziléziában, míg a német hatások alatt álló lengyel és cseh volt használatos vidéken. A németet használták legtöbben a sziléziai városokban.

### Szilézia Németország és Ausztria része

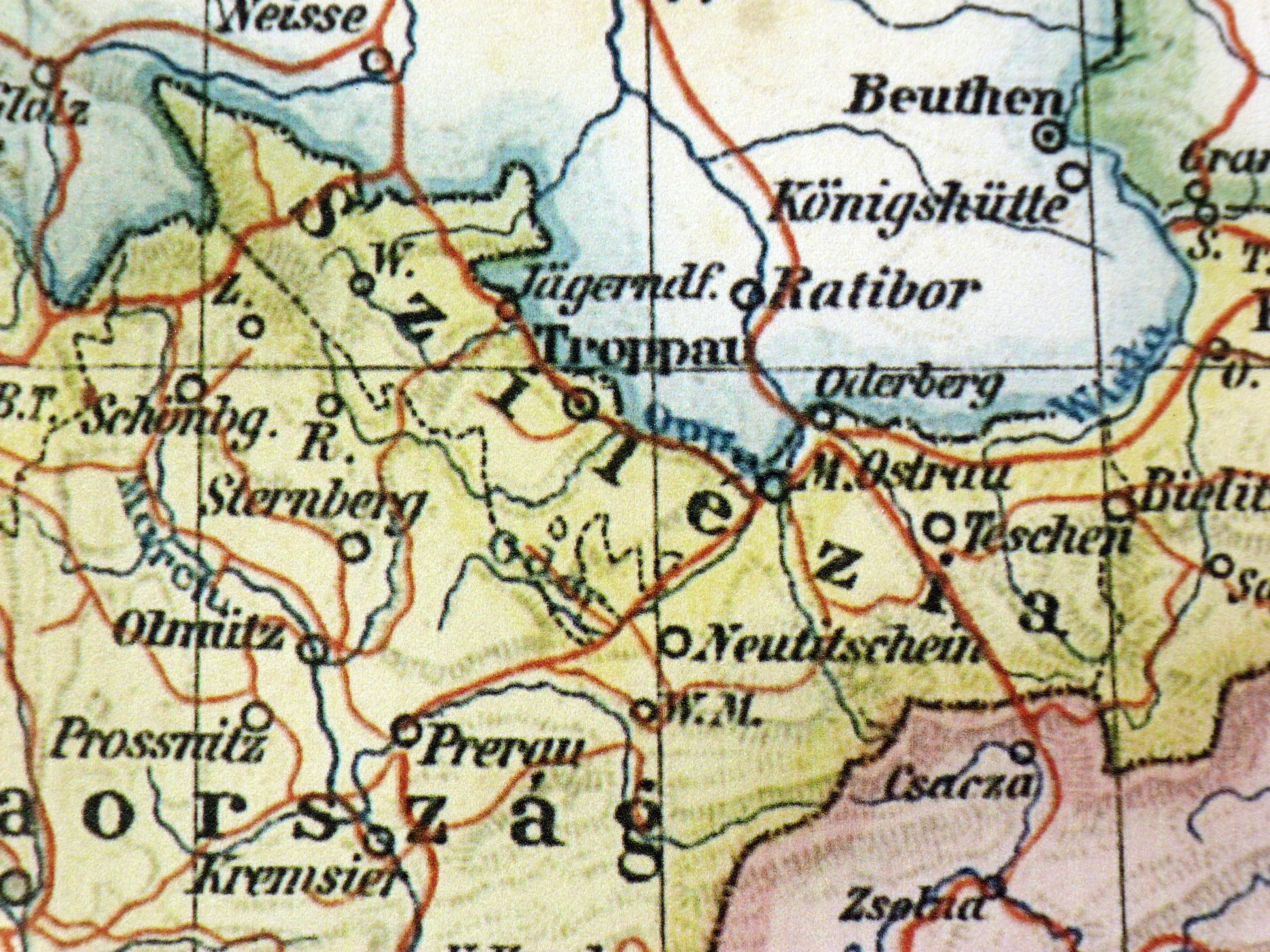
Szilézia osztrák része

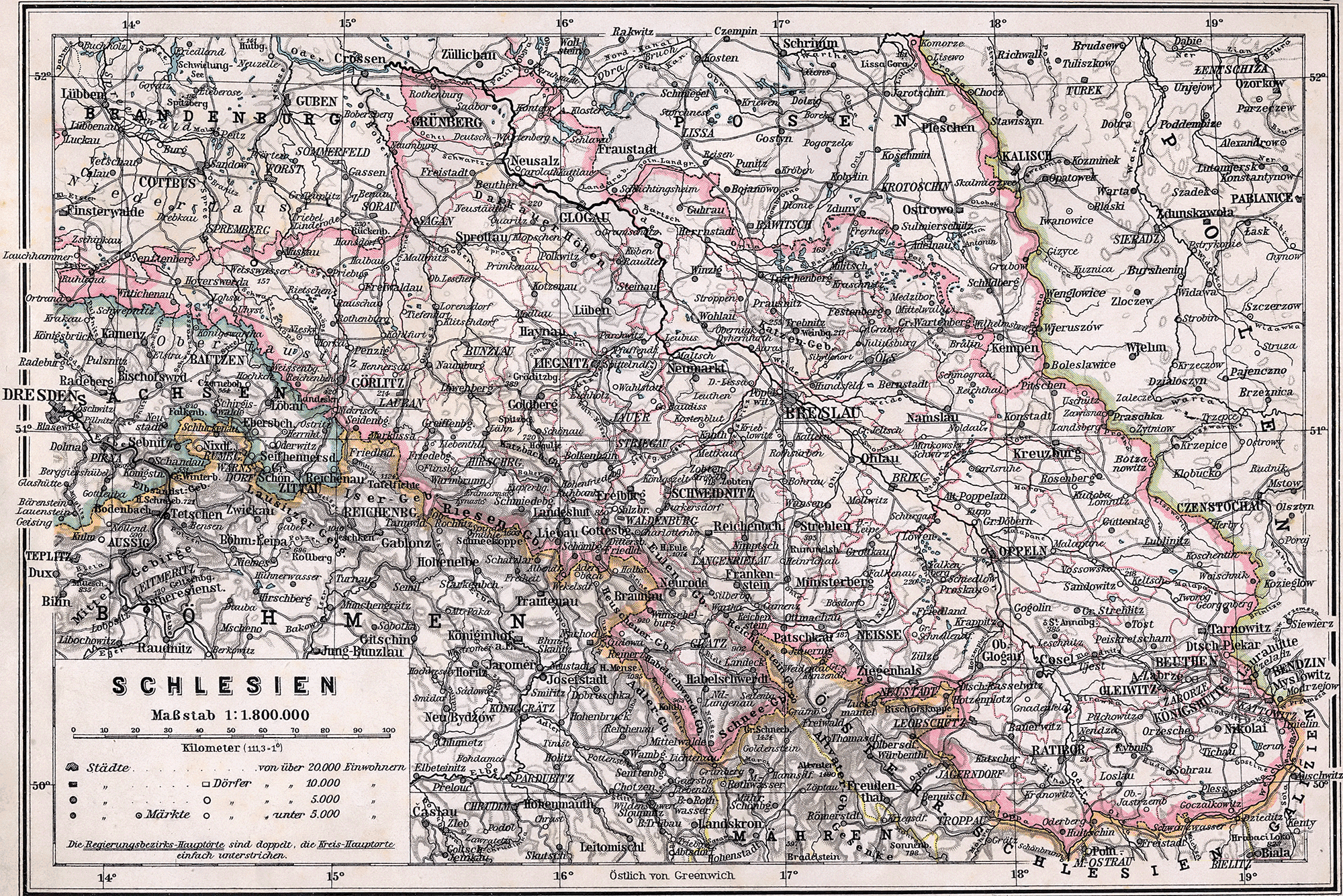
A császári német Szilézia 1905-ben

1871-ben Németország egyesítésekor a porosz tartomány a Német Birodalom része lett. Jelentős iparosítás kezdődött, és sok ember költözött erre a vidékre. Alsó-Szilézia lakosságának túlnyomó többsége németül beszélő evangélikus volt, beleértve a fővárost, Wrocławot is, melyet a késő középkor után Breslaunak hívtak. Voltak azonban olyan területek, például Opole környéke és Felső-Szilézia mezőgazdasági részei, ahol a lakosság nagyobb része szláv anyanyelvű és római katolikus vallású volt. Egész Sziléziát tekintve azonban a lengyelek mindössze a lakosság mintegy 30%-át tették ki, többségük Katowice körül és Felső-Szilézia délkeleti részén élt.
A Kulturkampf a katolikusokat a kormány ellenzékébe kényszerítette és lengyel újjáéledést okozott Felső-Sziléziában. A Hovevei Zion csoportok első konferenciája Katowicében zajlott le 1884-ben.
Ugyanebben az időben az osztrák Szilézia Ostrava és Karviná körüli területei gyorsuló ütemben iparosodtak. Az itt élő lengyelül beszélő emberek szláv evangélikusok voltak, szemben a Habsburg-dinasztiával, az Osztrák–Magyar Monarchia németül beszélő uralkodóival.
Miután a császári Németország és Ausztria-Magyarország vereséget szenvedett az I. világháborúban, a versailles-i békeszerződés előírta, hogy Felső-Szilézia lakossága népszavazáson döntsön a tartomány jövőjéről a 333 km²-es Hlučín körüli terület (Hultschiner Ländchen) kivételével, Csehszlovákiának itéltek 1920-ban, függetlenül attól, hogy német többsége volt. A Népszövetség 1921-ben tervezett népszavazást. A cieszyni Sziléziában először közös Rada Narodowa Księstwa Cieszyńskiego és  Národním Výborem pro Slezsko volt. Ezt azonban a csehszlovák kormány nem ismerte el. 1919. január 23-án a vitatott területet Csehszlovákia megtámadta és csak a Visztulánál állt meg Skoczów közelében. A tervezett népszavazás elmaradt és 1920. július 28-án a versailles-i békeszerződés nagyköveti tanácsa felosztotta cieszyni Sziléziát a két ország között úgy, ahogy most is húzódik a határ Lengyelország és Csehország között.

### A két világháború között
A népszavazás után három sziléziai felkelés volt, melyeket a lengyel nacionalisták robbantottak ki, melyek eredményeképpen a Népszövetség úgy határozott, hogy a tartományt újra felosztják, és hogy a legkeletibb Felső-Sziléziai területek, noha a többség a Németországon belül maradás mellett szavazott is, autonóm területként Lengyelországhoz fog tartozni és Sziléziai vajdaság (Wojewodztwo Śląskie) címen új közigazgatási egység lesz. Ezeknek a politikai mozgalmaknak egyik központi alakja Wojciech Korfanty volt.
A három sziléziai felkelés 1919-1921:
- Első sziléziai felkelés: 1919. augusztus 16-26.
- Második sziléziai felkelés: 1920. augusztus 19-25.
- Harmadik sziléziai felkelés: 1921. május 2-július 5.

Ezután Szilézia nagyobbik részét, mely Németországban maradt két tartománnyá szervezték, Felső-Sziléziára és Alsó-Sziléziára. 1938 októberében Cieszyni Szilézia (a vitatott terület nyugatra az Olza folyótól, melyet Zaolzienak is hívnak – 906 km² 258 000 lakossal) Csehszlovákiától Lengyelországhoz került a müncheni egyezmény értelmében, mely Csehszlovákiát a náci Németországnak adta. A németek 1939-ben visszavették ezeket a részeket, amikor a Lengyelország elleni támadással megkezdődött a második világháború.

### A második világháború után
1945-ben egész Sziléziát elfoglalta a szovjet Vörös Hadsereg. Ekkor a német lakosság nagy része elmenekült Sziléziából a szovjet katonák bosszújától való félelmében, de sokan visszatértek a német kapituláció után. Az 1944-es jaltai konferencia és az 1945-ös potsdami egyezmény rendelkezései szerint a német Sziléziának az Odera és a Lausitzi-Neisse (Nysa Łużycka) folyóktól keletre eső része Lengyelországhoz került. A legtöbb német lakost, akiknek létszáma a második világháború előtt kb. négymillió fő volt, erőszakkal kitelepítettek.
A sziléziai ipar a háború után újjáépült, és a régió betelepült lengyelekkel, akiknek többségét szintén kitelepítették Szovjetunió által elfoglalt keleti lengyel területekről. Ma a teljes lengyel lakosságnak több mint 20%-a él Sziléziában, de sok család nem Sziléziából származik.
Kis számú német lakosság maradt Opole körül, ugyanúgy, ahogy kevés szláv nyelvet beszélő és kétnyelvű ember maradt az 1945 előtti lakosságból Felső-Sziléziában.

## Szilézia nagyobb városai
A mai lengyel vagy cseh név után a német név látható:
- Bohumín (Oderberg)
- Brzeg (Brieg)
- Bytom (Beuthen)
- Gliwice (Gleiwitz)
- Głogów (Glogau)
- Görlitz (Zgorzelec zachodni)
- Jelenia Góra (Hirschberg)
- Katowice (Kattowitz)
- Kłodzko (Glatz)
- Legnica (Liegnitz)
- Nysa (Neisse)
- Opava (Troppau, Opawa)
- Opole (Oppeln)
- Ostrava (Ostrau, Ostrawa)
- Racibórz (Ratibor)
- Rybnik (Rybnik)
- Wałbrzych (Waldenburg)
- Wrocław (Breslau)
- Zgorzelec (Görlitz-Ost)
- Zielona Góra (Grünberg)
- Żagań (Sagan)

## Lásd még
- Sziléziai Piastok
- Sziléziai felkelés
- Silingek
- Ślęza
- Ślęża
- Ślężanie